# Henricus Hondius
Henricus Hondius, o Hendrik Hondius il Giovane (Amsterdam, 1597 – Amsterdam, 16 agosto 1651), è stato un incisore, cartografo e editore olandese.
Figlio del famoso cartografo Jodocus Hondt che aveva la propria attività di cartografo ad Amsterdam, inizialmente collaborò all'azienda familiare, ma nel 1621 aprì una propria società nella città natale. Nel 1641 pubblicò il Mercator - Hondius Atlas.